# Tversted-Seen
Die Tversted-Seen (dänisch Tversted-søerne) sind zwei Seen östlich der dänischen Stadt Tversted auf der Insel Vendsyssel-Thy.

## Lage
Die Seen befinden sich in der Tversted-Plantage und sind durch einen Damm des kleinen Baches Hvarrebæk entstanden. Der in den Jahren 1948 und 1952 errichtete Damm liegt in der Nähe der Nordsee.
Das Gebiet ist eines der meistbesuchten Touristenzentren der Region und ist Heimat für Stockenten, Blässhühner, Teichrallen und Höckerschwäne. In den Seen leben Karpfen und Schleie. Teilweise sind die Seen von gelben und weißen Teichrosen bedeckt.